# Bờ Tây

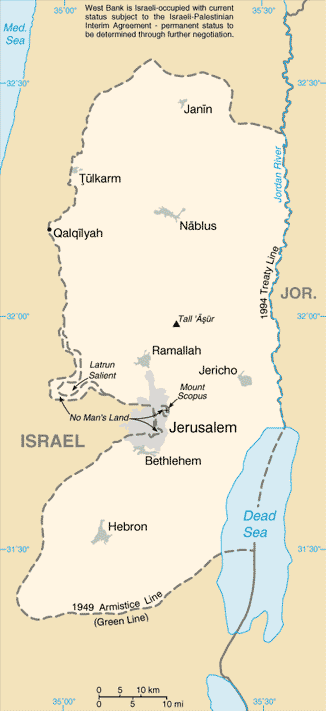
Bản đồ Bờ Tây.

Bờ Tây (Tây Ngạn, West Bank) là một vùng lãnh thổ nằm kín trong lục địa tại Trung Đông, là một lãnh thổ đất liền gần bờ biển Địa Trung Hải của Tây Á, tạo thành phần lớn lãnh thổ hiện nay dưới sự kiểm soát của Israel, hoặc dưới sự kiểm soát chung của Israel-Palestine, và tình trạng cuối cùng của toàn bộ khu vực vẫn chưa được quyết định bởi các bên liên quan.
Các biên giới của Bờ Tây được xác định bởi các đường ngừng bắn của Chiến tranh Ả rập-Israel năm 1948 sau sự giải tán nước Palestine ủy trị của Anh Quốc, khi nó bị Jordan chiếm và sáp nhập. Từ năm 1948 tới tận năm 1967 vùng này nằm dưới quyền kiểm soát của Jordan, dù Jordan không ngừng tuyên bố chủ quyền với nó cho đến tận năm 1988. Vùng này do Israel kiểm soát vào năm 1967 trong Cuộc chiến sáu ngày, ngoại trừ Đông Jerusalem. Trước năm 1948 vùng này là một phần của Vùng ủy trị Anh được lập nên sau sự giải tán Đế chế Ottoman. Nằm ở phía tây và tây nam Sông Jordan ở phần phía bắc của vùng Palestine tại Trung Đông, nó có chung biên giới với Israel ở phía tây, bắc, và nam, với Jordan ở phía đông. 40% vùng này (gồm cả đa số dân cư của nó) đang nằm dưới quyền tài phán hạn chế của Chính quyền Palestine, trong khi Israel vẫn giữ quyền kiểm soát chính (gồm các vùng định cư Israel, các vùng nông thôn, và các vùng biên giới.
Bờ Tây, bao gồm Đông Jerusalem, có diện tích đất 5,640 km2 cộng với một diện tích mặt nước là 220 km2, bao gồm một phần tư về phía tây bắc của Biển Chết. Tính tới tháng 7 năm 2015 nó có dân số ước tính khoảng 2.785.366 người Palestine, và khoảng 371.000 người định cư Israel, và khoảng 212.000 người Do Thái Israel ở Đông Jerusalem. Cộng đồng quốc tế xem các khu định cư của Israel ở Bờ Tây, bao gồm Đông Jerusalem, là bất hợp pháp [5] theo luật quốc tế, mặc dù Israel tranh cãi về vấn đề này.
Phán quyết tư vấn của Tòa án Công lý Quốc tế (2004) kết luận, các sự kiện xảy ra sau cuộc chiếm đóng Bờ Tây của Israel năm 1967, bao gồm Luật Jerusalem, hiệp ước hòa bình của Israel với Jordan và Hiệp định Oslo, không thay đổi trạng thái của Bờ Tây (bao gồm Đông Jerusalem) là lãnh thổ bị chiếm đóng bởi Israel là thế lực đang nắm quyền lực. Tình trạng của Đông Jerusalem bị tranh cãi rất nhiều. Israel đã sáp nhập nó, không còn coi nó là một phần của Bờ Tây; tuy nhiên việc sáp nhập không được bất kỳ một nước nào công nhận, kể cả Liên hiệp quốc. Mặc dù vậy, nó thường được coi là một phần bị tách rời khỏi Bờ Tây vì tầm quan trọng của nó; ví dụ, Hiệp ước hòa bình Oslo coi tình trạng của Đông Jerusalem là việc không liên quan tới tình trạng của những vùng lãnh thổ Palestine khác, và sẽ được giải quyết trong tương lai sau này.
Ngày 6/12/2017 tổng thống Mỹ Donal Trump đã công nhận Jerusalem là thủ đô của Israel và cho đặt trụ sở đại sứ quán Mỹ tại thành phố này. Vụ việc này đã làm cho tình hình nơi đây đang căng thẳng lại càng căng thẳng tồi tệ hơn, kết quả đã xảy ra các cuộc biểu tình phản đối của người dân Palestine đối với tuyên bố đơn phương của tổng thống Mỹ, rồi tiếp đến là những vụ bạo lực, đụng độ giữa hai bên xảy ra đã làm cho nhiều người bị chết và bị thương.

## Nhân khẩu học Bờ Tây
Bờ Tây là nơi sinh sống của khoảng gần 2.8 triệu người, 2.4 triệu người Palestine, hơn 400.000 người định cư Israel (gồm cả những người ở Đông Jerusalem), và các nhóm dân tộc thiểu số như người Samaritan với số lượng vài trăm tới vài ngàn người.
Những người Do thái định cư đa số sống tại các khu định cư Israel, dù dân cư sống tại các vùng Ả rập quanh Jerusalem và Hebron. Những trao đổi giữa hai xã hội đó nói chung đã giảm sút nhiều trong những năm gần đây vì lý do an ninh, dù các quan hệ kinh tế thường phát triển giữa những khu định cư Israel và các làng của người Palestine gần nhau .
Gần 30% người Palestine sống tại Bờ Tây là những người tị nạn hay con cháu của họ, những người đã phải chạy trốn hay bị trục xuất khỏi Israel trong Chiến tranh Ả rập-Israel năm 1948 (xem Cuộc di cư của người Palestine)., Lưu trữ ngày 29 tháng 1 năm 2011 tại Wayback Machine,
Con số chính xác tổng số dân ở đây còn bị tranh cãi theo một cuộc nghiên cứu được giới thiệu tại Hội nghị Herzliya lần thứ sáu về Sự cân bằng an ninh quốc gia Israel. 

## Các thành phố tại Bờ Tây

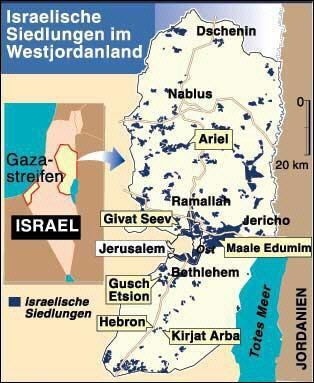
Bản đồ các khu định cư Israel, màu xanh dương, tại Bờ Tây

Khu vực đông dân cư nhất của Bờ Tây là vùng núi non, chạy từ phía bắc xuống phía nam, nơi có các thành phố Đông Jerusalem, Nablus, Ramallah, Bethlehem, và Hebron. Jenin, ở phía cực bắc Bờ Tây nằm tại cạnh phía nam của Thung lũng Jezreel, Qalqilyah và Tulkarm nằm ở những vùng chân núi bên cạnh đồng bằng ven biển Israel, và Jericho ở gần Sông Jordan, ngay phía bắc Biển Chết.
Ma'ale Adumim (khoảng 6 km phía đông Jerusalem), Modi'in Illit, Betar Illit và Ariel là những khu định cư Israel lớn nhất tại đây. Xem thêm: Danh sách các thành phố ở các vùng Chính quyền Palestine

## Tình trạng

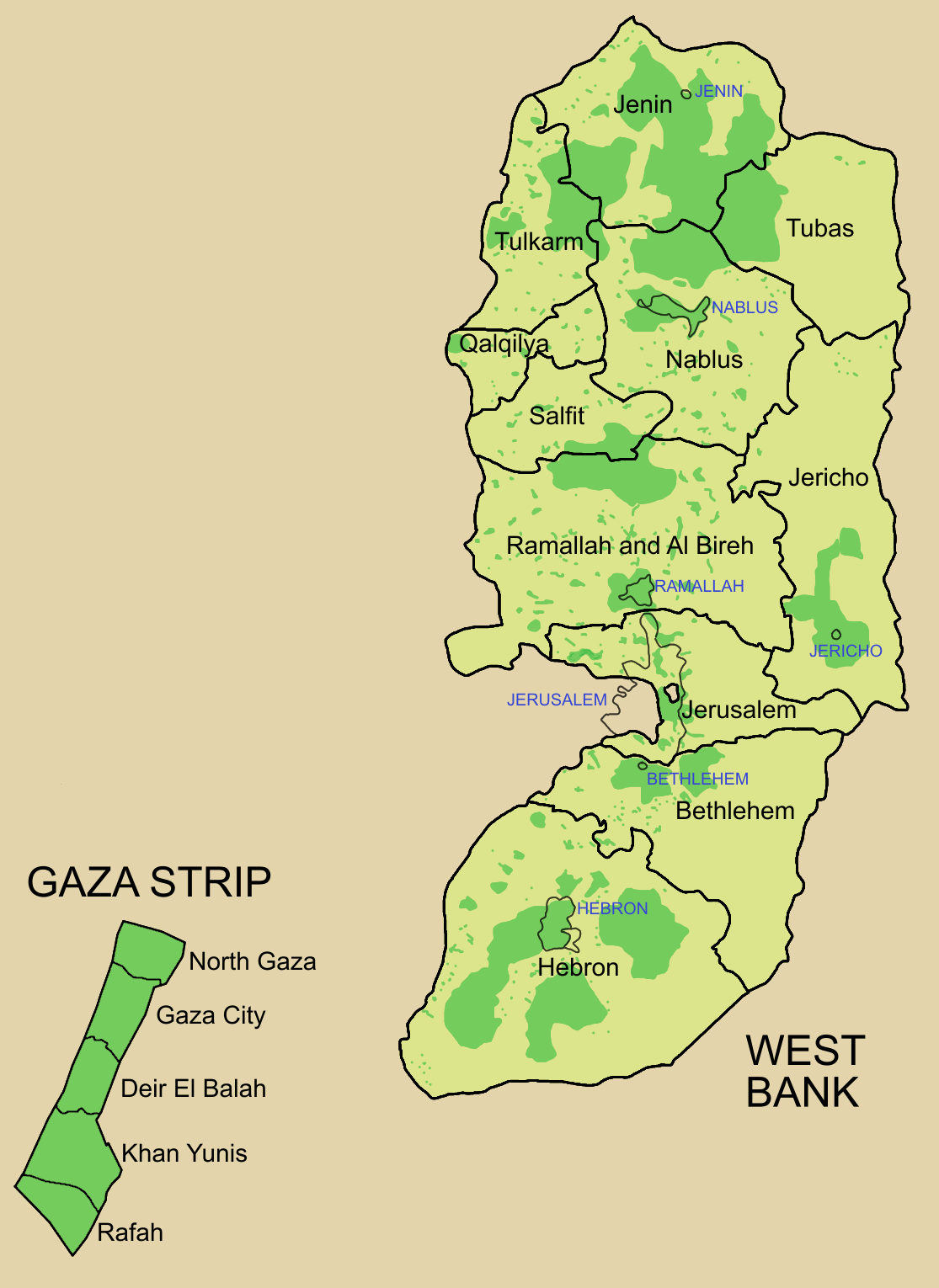
Bản đồ Bờ Tây (với Dải Gaza), thể hiện các vùng về hình thức thuộc chính quyền Palestine màu xanh tối và những vùng do Israel quản lý màu xanh sáng.